# Tai Wynyard
Tai Hikuroa Wynyard (Auckland, 5 febbraio 1998) è un cestista neozelandese.

## Carriera
Con la Nuova Zelanda ha disputato i Campionati oceaniani del 2015.